# Praia de Subaúma (Entre Rios)
A praia de Subaúma é uma praia localizada em Entre Rios, município do estado brasileiro da Bahia. Está localizada na Costa dos Coqueiros, acessada pela Linha Verde, a 119 quilômetros a nordeste de Salvador. Contudo, trata-se de um destino menos famoso que a Praia do Forte em Mata de São João, mas que está no horizonte do setor turístico-imobiliário como nova atração na região. Sua história está associada ao distrito homônimo (margeado pelos rios Inhambupe e Itapicuru) povoado pescadores e a colonização vinculada à concessão de sesmarias a partir da Casa da Torre de Garcia d'Ávila.